# Kuressaare flygplats
Kuressaare flygplats (estniska: Kuressaare lennujaam) är en flygplats i anslutning till staden Kuressaare i Ösels kommun i landskapet Saaremaa (Ösel) i västra Estland. Den ligger cirka 190 kilometer sydväst om huvudstaden Tallinn. Kuressaare flygplats ligger 4 meter över havet på ön Ösel. Flygplatskoden är URE.

## Trafik
Det finns daglig flygtrafik året runt till Tallinn med Nyxair samt säsongstrafik (ej sommar) till Runö med flygbolaget Diamond Sky som trafikerar sträckan några gånger i veckan. Det går endast att boka flygbiljetter till/från Ösel genom att kontakta respektive flygbolag.
Det har tidigare funnits direktflyg mellan Ösel och Sverige och senast det fanns trafik planerad var för sommaren 2020; dessa flyg ställdes dock in på grund av covid-19. 

## Marktransport
Busslinje 2 trafikerar flygplatsen. Restiden mellan flygplatsen och centrala Kuressaare är ca 15 minuter. Bussen är avgiftsfri. 